# Botryllus ovalis
Botryllus ovalis är en sjöpungsart som beskrevs av Monniot 1988. Botryllus ovalis ingår i släktet Botryllus och familjen Styelidae. Inga underarter finns listade.